# Zohor
Zohor (allemand : Imthal) est un village de Slovaquie situé dans la région de Bratislava.

## Histoire
Première mention écrite du village en 1314.

## Démographie

### Évolution de la population
| Année:               | 1994. | 2004.   | 2014.   | 2024.    |
| -------------------- | ----- | ------- | ------- | -------- |
| Nombre de personnes: | 2994  | 3232    | 3264    | 3774     |
| Différence:          |       | +7,94 % | +0,99 % | +15,62 % |

| Année:               | 2023. | 2024.   |
| -------------------- | ----- | ------- |
| Nombre de personnes: | 3706  | 3774    |
| Différence:          |       | +1,83 % |

## Politique
| Nom             | Parti politique      | date de l'élection | Fin du mandat |
| --------------- | -------------------- | ------------------ | ------------- |
| Eva Michalinová | Candidat indépendant | 02.12.2006         | décembre 2010 |